# Oh Yoon-kyung
Oh Yoon-kyung (오윤경; * 6. August 1941) ist ein ehemaliger nordkoreanischer Fußballspieler. Mit der Nationalmannschaft der Demokratischen Volksrepublik Korea nahm er 1966 an der Fußball-Weltmeisterschaft 1966 in England teil; hier bestritt Oh Yoon-kyung mit der Rückennummer „13“ drei Spiele gegen Italien, Chile (jeweils Gruppenphase) und Portugal (Viertelfinale) – gegen die Sowjetunion wurde Oh Yoon-kyung nicht eingesetzt. 1966 stand er bei der Sportgruppe 8. August unter Vertrag. In weiteren von der FIFA gelisteten Spielen kam der 172 Zentimeter große Mittelfeldspieler nicht zum Einsatz.